# كلاريناز
كلاريناز (بالإنجليزية: CLARINASE)‏ أقراص دوائية مشتقة من اللوراتادين وكبريتات البسيدوافدرين. وهو علاج مزيل لاحتقان الطرق التنفسية العلوية مع تأثيرات مضادة للحساسية غير مهدئ.

## الوصف
يحتوي كل قرص على 5ملغ لوراتادين وعلى 120ملغ كبريتات البسيدوافدرين.

## المفعول
اللوراتادين هو مضاد هيستامين ثلاثي الحلقة طويل الأمد، يملك تأثيرات اختيارية لمستقبلات الهيستامين H1، أما كبريتات البسيدوافدرين فهو واحد من قلوبدات الأفيدرا وهو مقبض للأوعية الدموية. ينتج عن تناول الدواء إزالة الاحتقان في الغشاء المخاطي المبطن للجهاز التنفسي العلوي.

## دواعي الاستعمال
لتخفيف الأعراض المصاحبة لالتهاب الجيوب الأنفية ونزلات البرد بما فيها احتقان الأنف والعطاس والزكام والكحة وافراز الدموع.

## الجرعة
للبالغين والأطفال من سن 12 عام فما فوق، قرص واحد كل 12 ساعة.

## التأثيرات الجانبية
وهي نادرة ومرتبة تنازلياً وفقاً لتكررها : الدوخة، التعب، الغثيان، مغص بالبطن، فقدان الشهية، العطش، تسرع القلب، التهاب البلعوم، الزكام، حب الشباب، الحكة، طفح جلدي، الشرى، ألم بالمفاصل، التخليط، عسر التصويت، فرط الحراك، التذوق غير الطبيعي، الهياج، خمول، اكتئاب، شبق، أحلام مرضية، زيادة الشهية، عسر الهضم، التجشؤ، البواسير، تغيير لون اللسان، تغير بوظائف الكبد، جفاف، زيادة الوزن، زيادة ضغط الدم، صداع نصفي، تشنج القصبات، رعاف، تهيج الأنف، عسر البول، اضطرابات البول، بوال ليلي، البوال، احتباس البول، ألم بالظهر، فتور.

## الاحتياطات
يُستخدم بحذر بحرص لدى المرضى الذين يعانون من الزرق (الجلوكوما)، أو القرحة الهضمية المضيقة أو الانسداد بالإثني عشر، أو ضخامة البروستات، أو انسداد عنق المثانة، أو الأمراض القلبية الوعائية، أو البوال السكري. والمرضى الذين يُعالجون بالديجيتال.
لم يثبت مدى أمان وفعالية أقراص الكلاريناز في الأطفال الصغار أقل من 12 عام، ولدى الحوامل.